# Astragalus minhensis
Astragalus minhensis là một loài thực vật có hoa trong họ Đậu. Loài này được X.Y. Zhu & C.J. Chen miêu tả khoa học đầu tiên năm 1995.